# Рибник (Бугарска)
Рибник је насељено место у општини Петрич у области Благоевград, Бугарска. Према попису из 2021. године било је 133 становника.
Рибник је био махала села Старчево до 1963. године. Године 1923. насељене су словенске избеглице из села Хаџи Бејлик код Валовишта у грчкој Македонији.